# داوید کاستا
داوید کاستا (انگلیسی: Davide Costa؛ زادهٔ ۲۲ مارس ۱۹۹۶) بازیکن فوتبال است.
از باشگاه‌هایی که در آن بازی کرده‌است می‌توان به باشگاه فوتبال ویچنزا ویرتوس اشاره کرد.
وی همچنین در تیم ملی فوتبال زیر ۱۶ سال ایتالیا بازی کرده‌است.